# Lega Verde
La Lega Verde (Vihr., in finlandese Vihreä liitto, in svedese: Gröna förbundet) è un partito politico verde attivo in Finlandia dal 1987.
Di matrice ambientalista, le sue posizioni si stanziano tra quelle del Partito di Centro e quelle del Partito Socialdemocratico Finlandese. Dal 10 dicembre 2019 fa parte della maggioranza di governo nell'esecutivo Marin.
La Vihreiden nuorten ja opiskelijoiden liitto ("Federazione della gioventù e degli allievi verdi") è la sua ala giovanile.
Nel 1995 fu il primo partito ambientalista europeo a far parte di un governo nazionale.
Nella IX legislatura del Parlamento europeo il partito conta tre seggi sui quattordici spettanti alla Finlandia.
Era uno dei quattro partiti che ha formato il governo Stubb nel giugno 2014, dato che il 18 settembre 2014 il partito è passato all'opposizione a causa del voto favorevole del governo all'apertura  nei pressi di Pyhäjoki di una nuova centrale nucleare, la quarta nel Paese.
Nonostante ciò, il partito negli anni successivi ha cambiato le sue precedenti posizioni anti-nucleariste, divenendo così il primo partito ambientalista in assoluto a sostenere l'energia nucleare

## Storia
0 %
     0–2 %
     2–4 %
     4–6 %
     6–8 %
     8–10 %
     10–12 %
     12–14 %
     >14 %

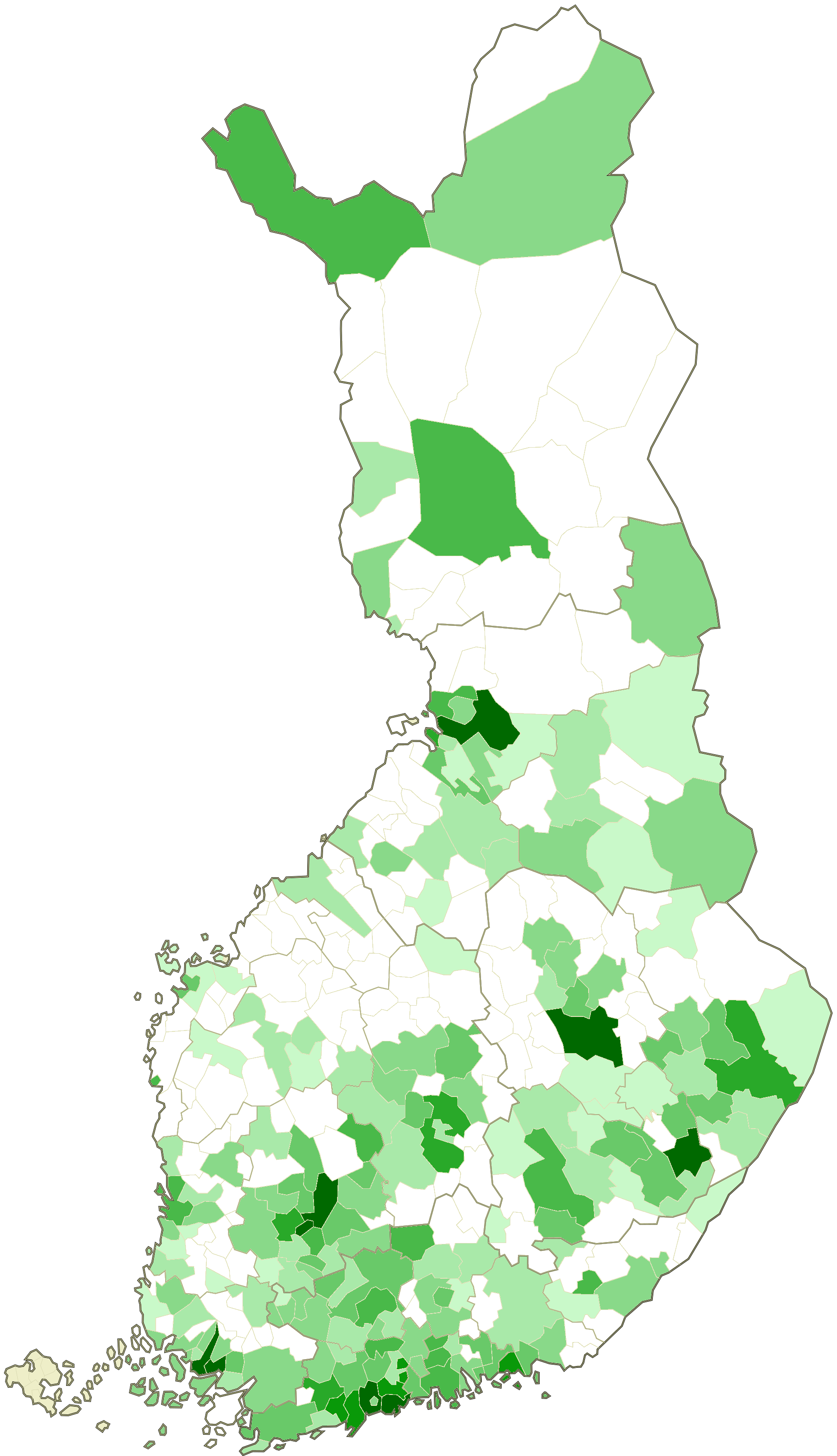
Distribuzione dei voti della Lega Verde per le amministrative del 2008.
0 %
0–2 %
2–4 %
4–6 %
6–8 %
8–10 %
10–12 %
12–14 %
>14 %

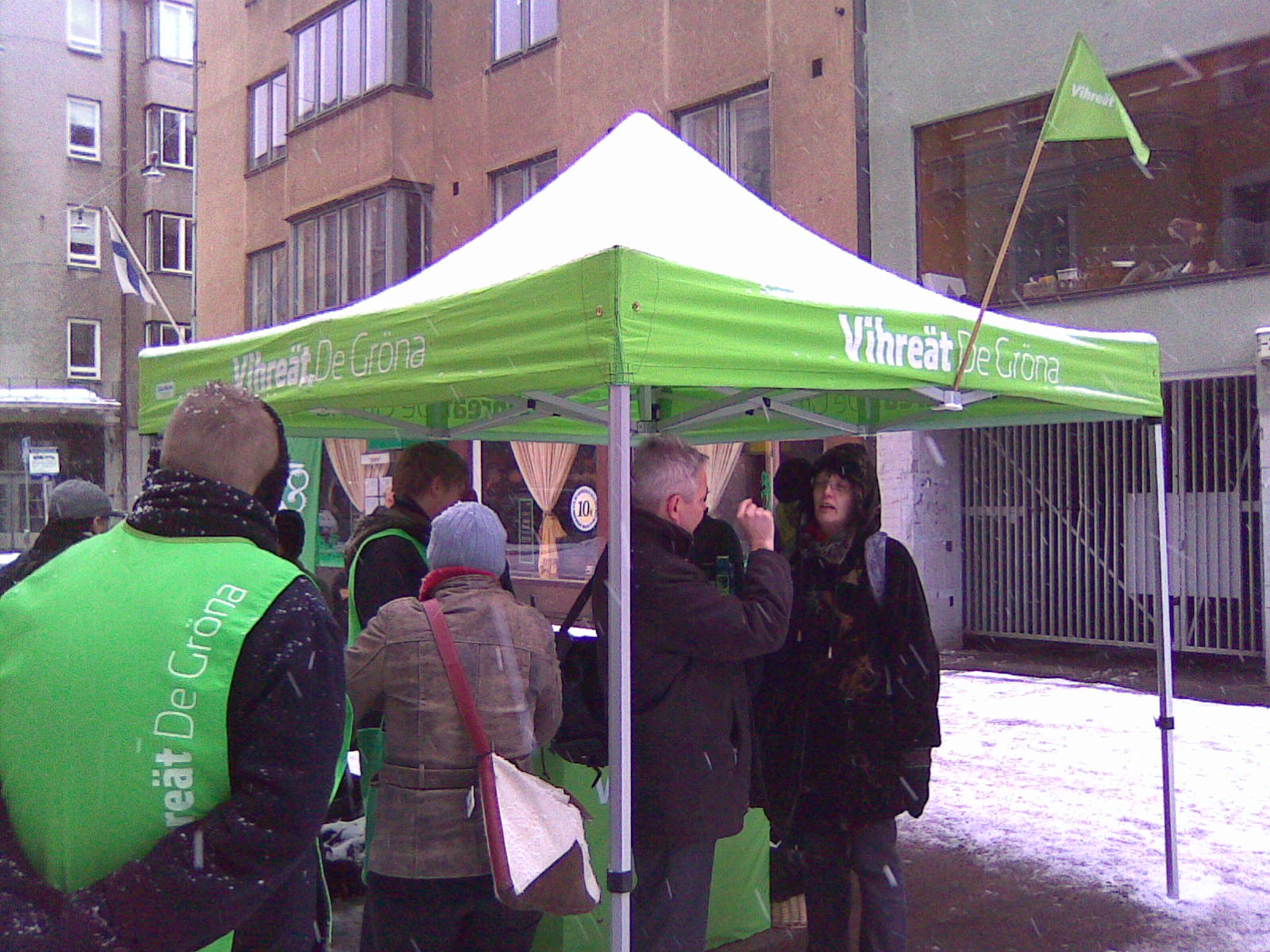
banchetto della Lega Verde a Helsinki

Il partito venne fondato il 28 febbraio 1987 e fu registrato come partito politico l'anno successivo, sebbene già agli inizi degli anni ottanta un gruppo di ambientalisti, di femministe e di altri attivisti avesse iniziato una campagna "verde" in Finlandia. I primi due deputati parlamentari vennero scelti ancor prima della registrazione del partito, nel 1983, e furono i primi rappresentanti indipendenti del parlamento finlandese. Nel 1987 il numero di seggi è aumentato a quattro e nel 1991 a dieci.
Alle elezioni del 1995 la Lega Verde, unita a un governo di coalizione guidato dai socialdemocratici, ottenne un totale di nove seggi su 200 e Pekka Haavisto divenne ministro per l'ambiente e dell'aiuto per lo sviluppo, nonché il primo ministro "verde" d'Europa. Nel 1999 conquistarono il 7.3% dei voti e guadagnarono altri due seggi che si aggiunsero ai nove precedenti. I verdi contribuirono anche al governo di coalizione successivo ma si dimisero il 26 maggio 2002, quando la coalizione promosse la costruzione di una nuova centrale nucleare.
Nel 2003 conquistarono l'8.0% dei voti (per un totale di 14 seggi in parlamento) e nel 2007 l'8.5% (15 seggi).
Nel 2012 Pekka Haavisto fu scelto come candidato delle elezioni presidenziali, venendo sconfitto al
ballottaggio da Sauli Niinistö, il candidato del Partito di Coalizione Nazionale.
È uno dei cinque partiti che hanno formato il governo Katainen nell'aprile 2007 con i ministri Tarja Cronberg (allora leader del partito nonché Ministro del Lavoro) e Tuija Brax (Ministro della Giustizia) ed è stato uno dei quattro partiti che hanno formato il governo Stubb nel giugno 2014 fino al 18 settembre 2014 quando hanno abbandonato la squadra di governo a causa dell'approccio del governo di autorizzare l'apertura di una nuova stazione nucleare a Fennovoima in collaborazione con la compagnia russa Rosatom nei pressi di Pyhäjoki.
Nelle elezioni del 2015 conquistarono l'8,5% dei voti ottenendo in tutto 15 seggi.

## Ideologia
La Lega verde non si può più dire un partito di protesta o un movimento alternativo. Ha trovato la sua posizione nel centro-sinistra e persegue un'agenda politica orientata alla linea verde, anche se parecchi suoi candidati alle elezioni hanno rifiutato di esser classificati nella destra o nella sinistra. Infatti nel programma del partito si critica sia l'economia di mercato sia il socialismo, sulla base della convinzione che il sistema non si cura dell'ambiente, dello sviluppo dei Paesi o delle generazioni venture per concentrarsi eccessivamente sulla crescita economica. A quest'ultima i Verdi contrappongono la protezione dell'ambiente, la democrazia partecipativa e la giustizia sociale.
In Finlandia i Verdi hanno un ruolo di rilievo nelle grandi città. Alle elezioni locali del 2000 ottennero il 7.7% dei voti e nella capitale Helsinki ottennero il 23.5% dei voti, divenendo la seconda forza politica della città. In parecchie altri centri hanno conquistato la posizione di terzo partito in ordine di consenso. Il loro punto debole sono le aree rurali e specialmente i piccoli comuni che avvertono una certa pressione dovuta all'afflusso di immigrati dall'estero.

## Struttura

### Presidenti
- Kalle Könkkölä (1987)
- Heidi Hautala (1987-1991)
- Pekka Sauri (1991-1993)
- Pekka Haavisto (1993-1995)
- Tuija Brax (1995 -1997)
- Satu Hassi (1997-2001)
- Osmo Soininvaara (2001-2005)
- Tarja Cronberg (2005-2009)
- Anni Sinnemäki (2009-2011)
- Ville Niinistö (2011-2017)
- Touko Aalto (2017-2018)
- Pekka Haavisto (2018–2019)
- Maria Ohisalo (2019–in carica)

### Organizzazioni
- Vihreiden nuorten ja opiskelijoiden liitto ("Federazione della gioventù e degli allievi verdi"): sezione giovanile e studentesca di partito
- Vihreä lanka ("Tema verde"): giornale di partito
- Vihreät Naiset ("Donne Verdi"): sezione femminile di partito
- Armon vihreät ("I verdi della misericordia"): fazione cristiana del partito
- Viite - Tieteen ja teknologian vihreät ry: organizzazione per le tecnologie verdi
- Vihreä miesliike: movimento maschile dei Verdi
- Maaseutu- ja erävihreät: fazione ruralista del partito

## Risultati elettorali
| Anno | Eletti   | Voti    | Voti  | Posizione               |
| ---- | -------- | ------- | ----- | ----------------------- |
| 1983 | 2 / 200  | 43 754  | 1,47% | Opposizione             |
| 1987 | 4 / 200  | 115 988 | 4,03% | Opposizione             |
| 1991 | 10 / 200 | 185 894 | 6,82% | Opposizione             |
| 1995 | 9 / 200  | 181 198 | 6,52% | Maggioranza             |
| 1999 | 11 / 200 | 194 846 | 7,27% | Maggioranza             |
| 2003 | 14 / 200 | 223 564 | 8,01% | Opposizione             |
| 2007 | 15 / 200 | 234 429 | 8,46% | Maggioranza             |
| 2011 | 10 / 200 | 213 172 | 7,25% | Maggioranza Opposizione |
| 2015 | 15 / 200 | 253 102 | 8,5%  | Opposizione             |
| 2019 | 20 / 200 | 354 194 | 11,49 | Maggioranza             |
| 2023 | 13 / 200 | 217 426 | 7,03% | Opposizione             |

| Anno | Delegati | Voti    | Voti  |
| ---- | -------- | ------- | ----- |
| 1984 | 101      | 76 441  | 2,83% |
| 1988 | 94       | 61 581  | 2,34% |
| 1992 | 343      | 184 787 | 6,94% |
| 1996 | 291      | 149 334 | 6,28% |
| 2000 | 338      | 171 707 | 7,72% |
| 2004 | 314      | 175 933 | 7,37% |
| 2008 | 370      | 227 999 | 8,94% |
| 2012 | 323      | 213 100 | 8,5%  |
| 2017 | 534      | 320 235 | 12,5% |

| Anno | MEP    | Voti    | Voti   |
| ---- | ------ | ------- | ------ |
| 1996 | 1 / 16 | 170 670 | 7,59%  |
| 1999 | 2 / 16 | 166 786 | 13,43% |
| 2004 | 1 / 14 | 172 844 | 10,43% |
| 2009 | 2 / 13 | 206 439 | 12,40% |
| 2014 | 1 / 13 | 161 263 | 9,33%  |
| 2019 | 2 / 13 | 292 892 | 16,00% |
| 2024 | 2 / 15 | 206 332 | 11,30% |

## Nelle istituzioni

### Parlamento
Gruppo Lega Verde
- Touko Aalto
- Outi Alanko-Kahiluoto
- Pekka Haavisto
- Hanna Halmeenpää
- Satu Hassi
- Heli Järvinen
- Emma Kari
- Johanna Karimäki
- Jyrki Kasvi
- Krista Mikkonen
- Ville Niinistö
- Olli-Poika Parviainen
- Jani Toivola
- Antero Vartia
- Ozan Yanar

### Parlamento europeo
Gruppo I Verdi/Alleanza Libera Europea
- Uma Aaltonen (2003-2004)
- Tarja Cronberg (2011-2014)
- Satu Hassi (2004-2014)
- Heidi Hautala (1995-2003, 2009-2011, 2014-in carica)
- Matti Wuori (1999-2004)